# Республиканские выборы в СССР (1959)
В марте 1959 года в Союзе Советских Социалистических Республик прошли V республиканские выборы в Верховные Советы 15 союзных республик.

## Предыстория
Выборы прошли на фоне продолжающейся хрущёвской оттепели, когда началось широкомасштабное строительство жилья, выпущено постановление Об устранении излишеств в проектировании и строительстве, написано письмо трёхсот, окончившее эпоху Лысенковщины в СССР, завершилась экономическая реформа 1957 года в СССР. Одномоментно, начались первые заметные проблемы в связи с новым курсом партии — советско-албанский раскол показывал борьбу сталинистов и хрущёвских последователей вне, а антипартийная группа — борьбу внутри страны. Это вызывало небольшое смятение и недопонимание ситуации гражданами, однако те в большинстве своём были довольно лояльны.

## Ход выборов
Выборы не являлись альтернативными, и избирателям предлагалось проголосовать за или против установленного кандидата. Оппозиционно настроенные или несогласные граждане так или иначе лишались права голоса — в 1959 году около 2 793 000 граждан было лишено права голосовать.
| Страна  | Дата     | Выборы                                  | Итоги      | Примечания        |
| ------- | -------- | --------------------------------------- | ---------- | ----------------- |
| АзССР   |          | Выборы в Верховный Совет АзССР (1959)   | 325 из 325 |                   |
| АрССР   |          | Выборы в Верховный Совет АрССР (1959)   | ???        | Состав неизвестен |
| БССР    |          | Выборы в Верховный Совет БССР (1959)    | 403 из 403 |                   |
| ГССР    |          | Выборы в Верховный Совет ГССР (1959)    | 368 из 368 |                   |
| КазССР  | 6 марта  | Выборы в Верховный Совет КазССР (1959)  | 445 из 445 |                   |
| КирССР  | 16 марта | Выборы в Верховный Совет КирССР (1959)  | ???        | Состав неизвестен |
| ЛатССР  |          | Выборы в Верховный Совет ЛатССР (1959)  | 200 из 200 |                   |
| ЛитССР  | 1 марта  | Выборы в Верховный Совет ЛитССР (1959)  | 277 из 277 |                   |
| МССР    |          | Выборы в Верховный Совет МССР (1959)    | ???        | Состав неизвестен |
| РСФСР   | 1 марта  | Выборы в Верховный Совет РСФСР (1959)   | 835 из 835 |                   |
| ТаджССР |          | Выборы в Верховный Совет ТаджССР (1959) | ???        | Состав неизвестен |
| ТурССР  |          | Выборы в Верховный Совет ТурССР (1959)  | 282 из 282 |                   |
| УзССР   |          | Выборы в Верховный Совет УзССР (1959)   | ???        | Состав неизвестен |
| УССР    |          | Выборы в Верховный Совет УССР (1959)    | ???        | Состав неизвестен |
| ЭССР    | 15 марта | Выборы в Верховный Совет ЭССР (1959)    | 125 из 125 |                   |